# Liste der Kulturdenkmäler in Stetten (Pfalz)
In der Liste der Kulturdenkmäler in Stetten sind alle Kulturdenkmäler der rheinland-pfälzischen Ortsgemeinde Stetten aufgeführt. Grundlage ist die Denkmalliste des Landes Rheinland-Pfalz (Stand: 27. November 2018).

## Einzeldenkmäler
| Bezeichnung                              | Lage                                                   | Baujahr                              | Beschreibung | Bild                           |
| ---------------------------------------- | ------------------------------------------------------ | ------------------------------------ | --- | ------------------------------ |
| Wirtschaftsgebäude                       | Backesberg, zu Nr. 3 Lage                              | 1879                                 | ehemaliges Wirtschaftsgebäude, Bruchsteinbau, bezeichnet 1879, dreischiffiger kreuzgewölbter Stall | BW                             |
| Protestantische Kirche                   | Hauptstraße 2 Lage                                     | 1740–42                              | barocker Saalbau, 1740–42, Südportal bezeichnet 1845, Westturm bezeichnet 1889; ortsbildprägend | weitere Bilder Fotos hochladen |
| Protestantisches Schulhaus               | Hauptstraße 4 Lage                                     | 1868/69                              | ehemaliges protestantisches Schulhaus, jetzt Wohnhaus; sandsteingegliederter Putzbau, 1868/69 | BW                             |
| Schloss Stetten                          | Hauptstraße 15/17 Lage                                 | 18. Jahrhundert                      | Schloss der Freiherren Koffler von Millendt; Nr. 15 sandsteingegliederter Putzbau, 18. Jahrhundert, bezeichnet 1859 (Portalerneuerung), Stallteil mit Pultdach; Nr. 17 spätbarocker Mansardwalmdachbau; Bruchsteinscheunen 19. Jahrhundert; barocke Mauerpfosten, Hofeinfahrt zweite Hälfte des 19. Jahrhunderts                  | Fotos hochladen                |
| Katholischer Pfarrhof                    | Hauptstraße 19 Lage                                    | 1886                                 | spätklassizistischer Putzbau mit Kniestock, bezeichnet 1886, Architekt Jacob Hoerner, Kirchheimbolanden; spätbarocke Scheune, ummauerter Pflanzgarten; straßenbildprägend | Fotos hochladen                |
| Hofanlage                                | Hauptstraße 30/32 Lage                                 | 18. und 19. Jahrhundert              | ehemaliger Hof des Klosters Arnstein an der Lahn; L-förmige Hofanlage, 18. und 19. Jahrhundert; stattliches, im Kern spätbarockes Wohnhaus, Toranlage, dreischiffiger kreuzgewölbter Stall; Scheunen 18. Jahrhundert; Wohn- und Ökonomiegebäude, 1920er Jahre; Brunnentrog, Rheinböller Hütte, zweite Hälfte des 19. Jahrhunderts | BW                             |
| Katholisches Schulhaus                   | Hauptstraße 34 Lage                                    | 1864                                 | ehemaliges katholisches Schulhaus, heute Grundschule; sandsteingegliederter Standardbau, 1864; straßenbildprägend | Fotos hochladen                |
| Katholische Pfarrkirche Leib Christi     | Hauptstraße, hinter Nr. 34 Lage                        | letztes Viertel des 11. Jahrhunderts | romanischer Westturm, dendrodatiert in das letzte Viertel des 11. Jahrhunderts, Spitzhelm 19. Jahrhundert; gotischer Chor, 14. Jahrhundert; barocker Saal, erste Hälfte des 18. Jahrhunderts; neubarocke Sakristei, 1909, Architekt Johann Christoph Schreiber, Kirchheimbolanden; spätgotische Wandmalerei; ortsbildprägend      | Fotos hochladen                |
| Sarkophag, Friedhofskreuz und Grabsteine | Hauptstraße, hinter Nr. 34 auf dem alten Kirchhof Lage | ab dem 4. Jahrhundert                | spätrömischer Steinsarkophag, 4. Jahrhundert, Grabstein Th. von Koffler (1814), Friedhofskreuz, um 1750; in der Friedhofserweiterung elf gründerzeitliche Grabsteine | BW                             |